# Chalcalburnus belvica
Alburnus belvica là một loài cá vây tia thuộc họ Cyprinidae.
Loài này có ở Albania, Hy Lạp, và Cộng hòa Macedonia.